# El pueblo unido jamás será vencido (álbum)
El pueblo unido jamás será vencido es el undécimo álbum de estudio oficial de la banda chilena Quilapayún, publicado en 1975. El álbum finaliza con la canción homónima El pueblo unido jamás será vencido, la cual se convirtió en un himno de la izquierda política chilena durante la dictadura militar liderada por Augusto Pinochet.

## Lista de canciones
| N.º | Título                                                                                                 | Letras                     | Música                             | Duración |  |
| 1.  | «Compañero presidente» (*)                                                                             | Eduardo Carrasco           | Eduardo Carrasco                   |          |  |
| 2.  | «Elegía al Che Guevara» (3a grabación; la 1a es de Quilapayún 3, y la 2a de un álbum con Isabel Parra) | instrumental               | Eduardo Carrasco                   |          |  |
| 3.  | «Canción de la esperanza»                                                                              | instrumental               | Eduardo Carrasco                   |          |  |
| 4.  | «El rojo gota a gota irá creciendo»                                                                    | Eduardo Carrasco           | Eduardo Carrasco & Horacio Salinas |          |  |
| 5.  | «Chacarilla»                                                                                           | popular                    | popular & Illapu (arreglos)        |          |  |
| 6.  | «El alma llena de banderas»                                                                            | Víctor Jara                | Víctor Jara                        |          |  |
| 7.  | «Titicaca»                                                                                             | instrumental               | popular                            |          |  |
| 8.  | «La represión» (2a grabación; la 1a es de La fragua)                                                   | Sergio Ortega              | Sergio Ortega                      |          |  |
| 9.  | «La represión»                                                                                         | Julio Rojas                | Jaime Soto León                    |          |  |
| 10. | «El pueblo unido jamás será vencido»                                                                   | Sergio Ortega & Quilapayún | Sergio Ortega                      |          |  |

* Este tema se utilizó sólo en algunas versiones del disco.

## Créditos
Quilapayún
- Eduardo Carrasco
- Carlos Quezada
- Willy Oddó
- Hernán Gómez
- Rodolfo Parada
- Hugo Lagos
- Guillermo García